# Niceto Alcalá-Zamora

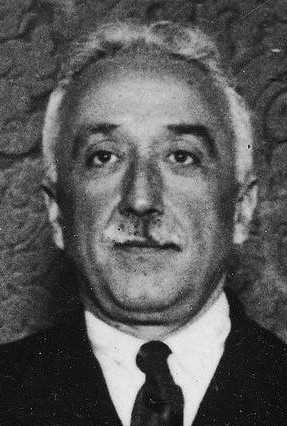
Niceto Alcalá Zamora, 1931

Niceto Alcalá-Zamora y Torres (* 6. Juli 1877 in Priego de Córdoba; † 18. Februar 1949 in Buenos Aires) war ein spanischer Rechtsanwalt, rechtsliberaler Politiker und erster Staatspräsident der Zweiten Republik.

## Leben
Niceto Alcalá-Zamora wurde am 6. Juli 1877 in Priego de Córdoba geboren.
Alcalá-Zamora studierte an der Universität Granada. In den Jahren 1917/18 und 1922/23 gehörte er jeweils nur kurzzeitig als Minister verschiedenen Kabinetten an. Im Jahr 1930 gründete er die Derecha Liberal Republicana („Republikanische Liberale Rechte“), die spätere Partido Republicano Progresista („PRP – Progressiv-Republikanische Partei“). Im Jahr 1931 war er entscheidend an der Abschaffung der Monarchie beteiligt, wurde kurze Zeit provisorischer Regierungschef und von 1931 bis 1936 erster Staatspräsident der Zweiten Republik.
Nach dem Wahlsieg der Frente Popular („Volksfront“) wurde er am 7. April 1936 seines Amtes enthoben. Der Ausbruch des spanischen Bürgerkriegs überraschte ihn in Norwegen; über Frankreich emigrierte er im Jahr 1942 nach Argentinien, wo er sieben Jahre später starb.
Im Jahr 1979 wurden seine sterblichen Überreste nach Madrid überführt und auf dem Almudena-Friedhof beigesetzt. Seit 2011 werden seine Tagebücher und Aufzeichnungen herausgegeben, die ein neues Licht auf die dramatischen Ereignisse von 1936 werfen.

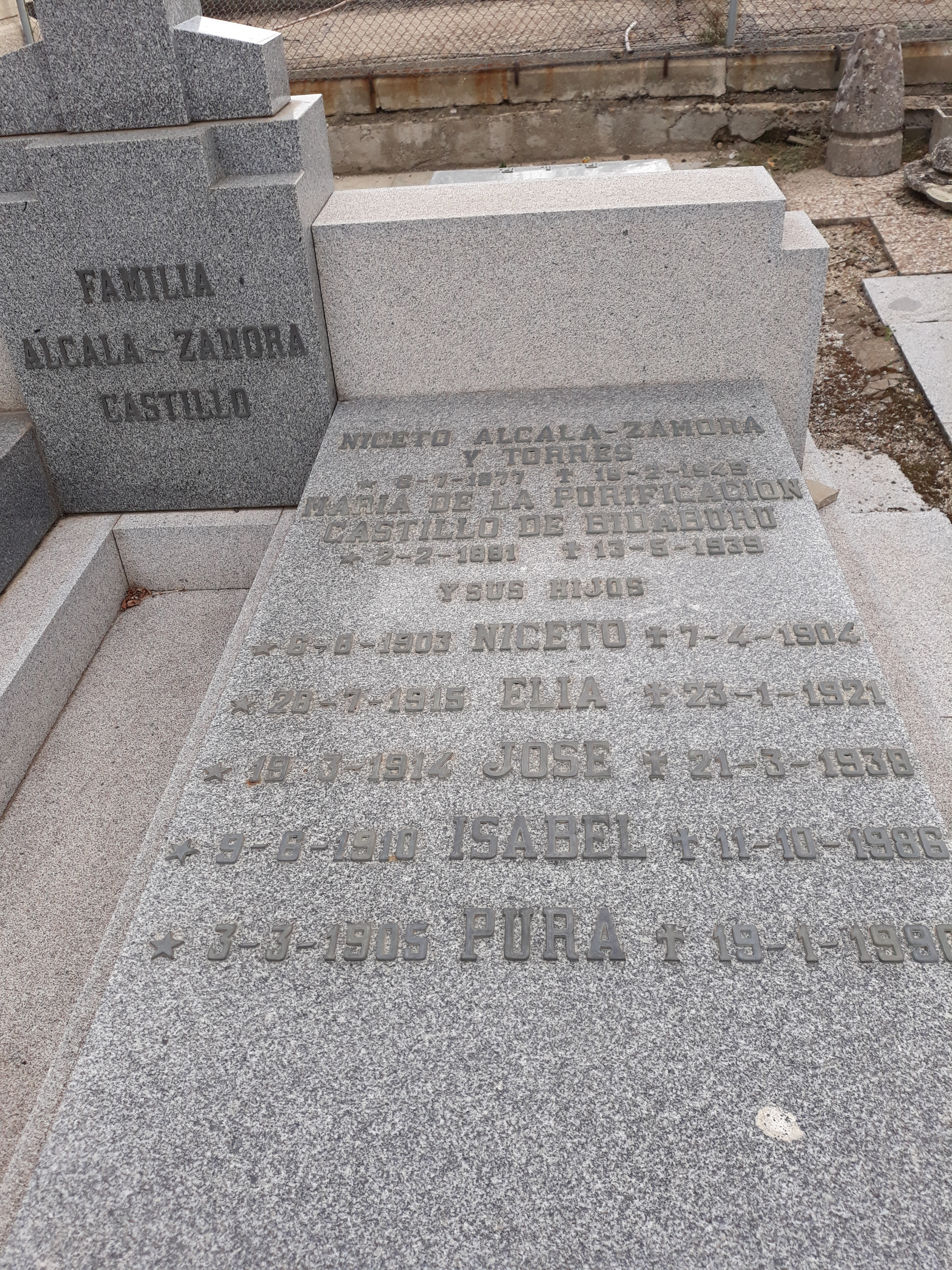
Familiengrab
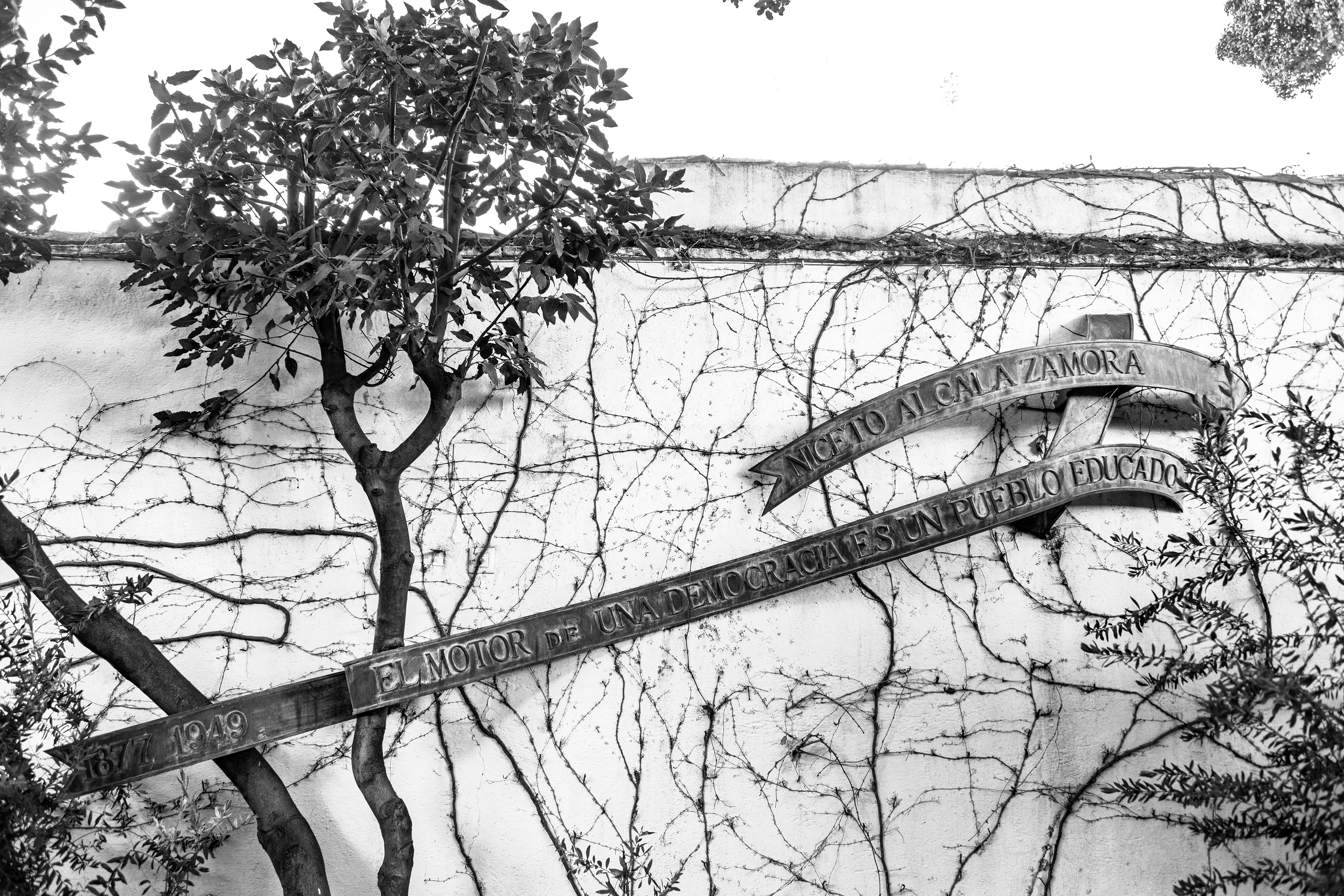
Museum in Priego de Córdoba